# Calle de Madrid
La calle de Madrid, una de las dos más cortas del casco histórico de la capital de España junto con la de Rompelanzas, es una brevísima vía del barrio de Palacio en el distrito Centro de Madrid. Une la calle del Duque de Nájera con la Plaza de la Villa.

## Historia

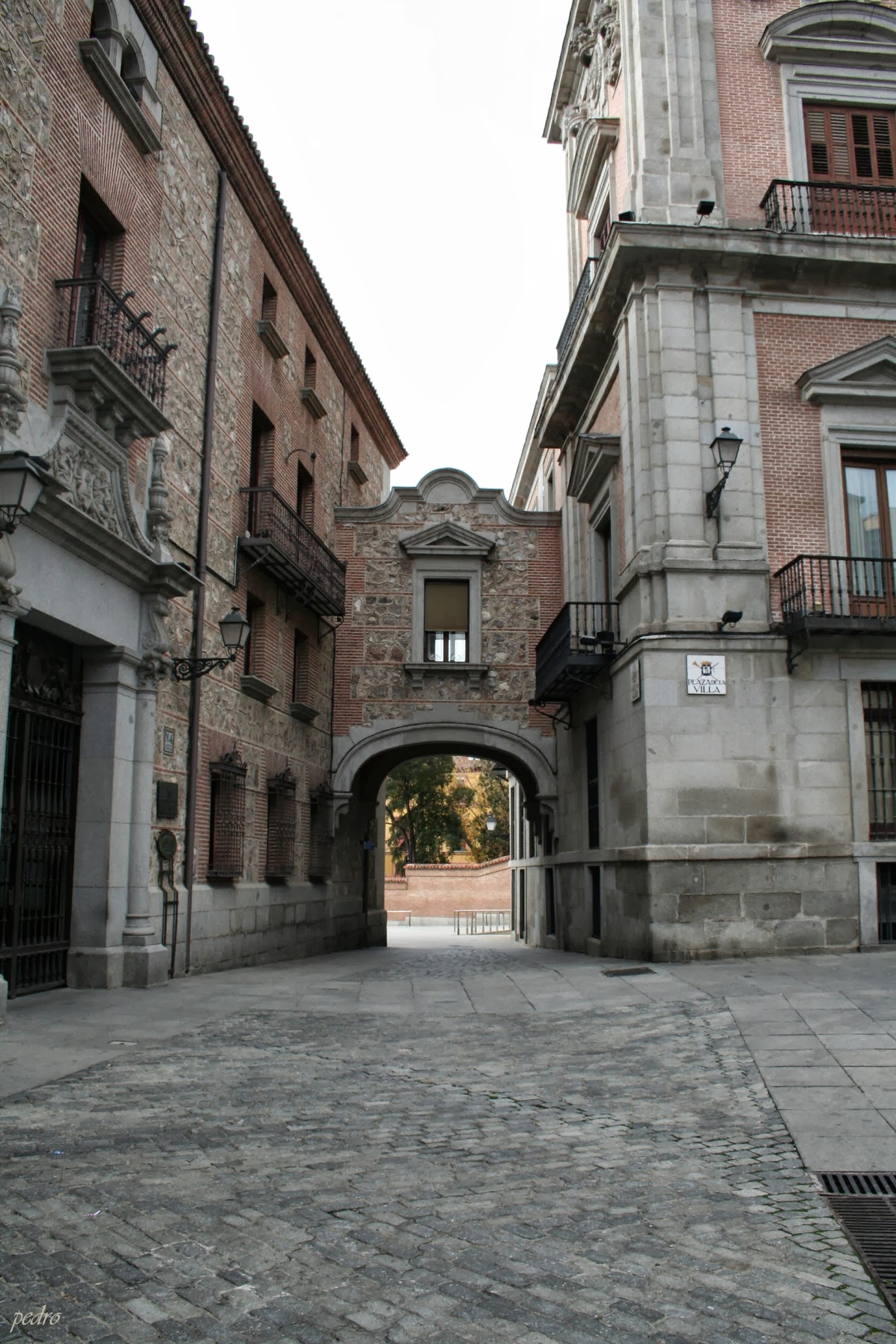
La breve calle de Madrid y el pasadizo volado entre la Casa de la Villa (derecha) y la Casa de Cisneros (izquierda).

Mesonero, cronista meticuloso del antiguo Madrid, en sus Paseos histórico-anecdóticos por las calles y casas de esta villa (publicados en 1861), solo dice de ella que es un "mezquino callejón que con el pomposo nombre de calle de Madrid corre a espaldas de las Casas Consistoriales". El cronista Pedro de Répide añade a estos datos que, es tal su brevedad y angostura, que ni tiene portales que se abran a ella, ni permite el paso de carruajes por su empedrado. Con las obras de reforma del conjunto de edificios que cercan la Plaza de la Villa y sus aledaños a comienzos del siglo XX, el arquitecto Luis Bellido, encargado también de restaurar el edificio de los herederos de la condesa de Oñate, comprado por el Ayuntamiento en 1909, comunicó dicho palacio con la Casa de la Villa inventando un pasadizo elevado del mismo estilo plateresco que caracteriza el edificio. Pasaje, más que calle, la forman las fachadas de la casa la calle del Rollo que al dar la vuelta a la esquina se encuentra al final con la del Duque de Nájera, y en su lado meridional un costado de la antigua o primera Casa de la Villa. Tuvo, como único establecimiento comercial una vinatería con un "rótulo en el que absurda y ridículamente se unían un vocablo francés y otro español".